# Am Anfang war ein Mord
Am Anfang war ein Mord (Originaltitel: Stranger Than Fiction) ist ein Kriminalfilm von Regisseur Eric Bross aus dem Jahr 2000.

## Handlung
Am Flughafen erzählt Autor Donovan Miller einem Fremden die Geschichte seines Bestsellers:
Jared kommt eines Abends blutverschmiert und mit einem ausgekugelten Arm zu seinem Freund Austin und erzählt, dass er in seiner Wohnung in Notwehr einen Mann umgebracht hat. Anstatt es der Polizei zu erzählen, beschließen sie zusammen mit den Freundinnen Emma und Violet, die Leiche verschwinden zu lassen. Nachdem ihr Auto mit dem Toten im Kofferraum abgeschleppt wird, bringt Jared auch noch den Abschleppunternehmer Bubba um, der die vier wegen der Leiche erpressen will. Es gelingt ihnen schließlich, beide Leichname verschwinden zu lassen, und mit Mrs. Steiner stirbt kurz darauf auch die einzige Zeugin der Spurenbeseitigung. Doch Violet kann mit dieser Last nicht leben und wird von ihren Freunden erhängt in ihrer Wohnung gefunden. Nachdem diese ihren Abschiedsbrief gefälscht haben, trennen sich ihre Wege zunächst.
Einige Zeit später treffen sich Austin und Jared zufällig in Emmas Wohnung und stellen dabei fest, dass sie beide ein Verhältnis mit ihr haben. Nachdem Austin wütend gegangen ist, kommt die ganze Wahrheit ans Licht: Emma war es, die den Mann, einen Drogenfahnder, in Jareds Wohnung getötet hat, da dieser sie mit einem Video über ihre Drogendelikte erpresste. Sie hatte Jared überredet, es als seine Tat darzustellen, damit Austin und Violet bei der Beseitigung von Leiche und Spuren helfen. Ebenfalls sie hatte mit dem Abschleppunternehmer Bubba geplant, die wohlhabende Violet mit der Leiche im Kofferraum zu erpressen, was Jared jedoch unwissentlich durch die Tötung Bubbas vereitelt.
Als Jared nicht auf Emmas Bitten um Versöhnung eingeht, erschlägt sie ihn hinterrücks mit einer Bratpfanne und legt ein Feuer, um die Spuren zu verwischen. Doch Austin war nicht wirklich gegangen, sondern hat vom Fenster alles beobachtet. Er entfernt das Schild „Außer Betrieb“ vom Fahrstuhl, sodass Emma, die damit aus dem brennenden Gebäude flüchten will, darin erstickt.
In der Schlussszene kommt heraus, dass es sich bei Autor Donovan Miller um Austin Walker handelt und dass der Fremde, dem er die Geschichte erzählt hat und ein signiertes Exemplar seines Buches geschenkt hat, ein Kriminalpolizist ist.
Nach dem Abspann sieht man Violet lebend in einem Auto sitzen.

## Kritik
Der film-dienst schrieb in seiner Ausgabe vom August 2000: „Ein bewusst „cooler“ Krimi, der nur bescheidenen Ansprüchen genügt, da die Charaktere nicht die Anteilnahme des Zuschauers wecken. Lediglich der Vorspann weckt Interesse, das nach Filmbeginn jedoch rasch erlahmt.“
Cinema beschrieb den Film als Schwarze Komödie nach Vorbildern wie Pulp Fiction und Kleine Morde unter Freunden, die „kaum Neues“ zu bieten habe, aber „beim Variieren altbekannter Mordszenarien äußerst kurzweilig“ sei.